# Arapaima mapae
Arapaima mapae es una especie de pez osteoglosiforme de la familia Arapaimidae. Pertenece a un género considerado entre los de mayor tamaño entre la ictiofauna de agua dulce de todo el mundo. Habita en la cuenca del Amazonas.

## Taxonomía
Esta especie fue descrita originalmente en el año 1847 por el zoólogo francés Achille Valenciennes bajo el nombre científico de Vastres mapae.
Su localidad tipo es el lago do Amapá, Brasil. Se distribuye en aguas térmicamente tropicales.
No tiene extremadamente largo el cuarto infraorbitario como otras especies congenéricas. Se separa de A. leptosoma por no tener relativamente ancho el pedúnculo caudal (4% del largo total contra el 6% en esa especie).
El largo total indicado es de 203 cm, en caso del macho.